# Laureaci Nagrody Nobla w dziedzinie chemii
Laureaci Nagrody Nobla w dziedzinie chemii – laureaci nagrody przyznawanej corocznie osobom, które dokonały odkrycia naukowego lub wynalazku w dziedzinie chemii (jednej z pięciu, w których tę nagrodę ustanowiono), wyświadczając tym największe dobrodziejstwo ludzkości. Na początku nagradzano zwykle jedną osobę w danym roku, potem coraz częściej były to dwie lub trzy osoby.
Kryterium oceny osiągnięć kandydatów do Nagrody Nobla sformułował Alfred Nobel (1833–1896) w swoim testamencie. Fundusz nagród pochodzi z odsetek od majątku fundatora, którym zarządza Fundacja Nobla. Decyzje w sprawach wyróżnień podejmuje Królewska Szwedzka Akademia Nauk, zgodnie ze ściśle opisaną procedurą. Ceremonie wręczania nagród odbywają się od roku 1901, zawsze 10 grudnia, co jest uhonorowaniem rocznicy śmierci fundatora (10 grudnia 1896).

## Rys historyczny

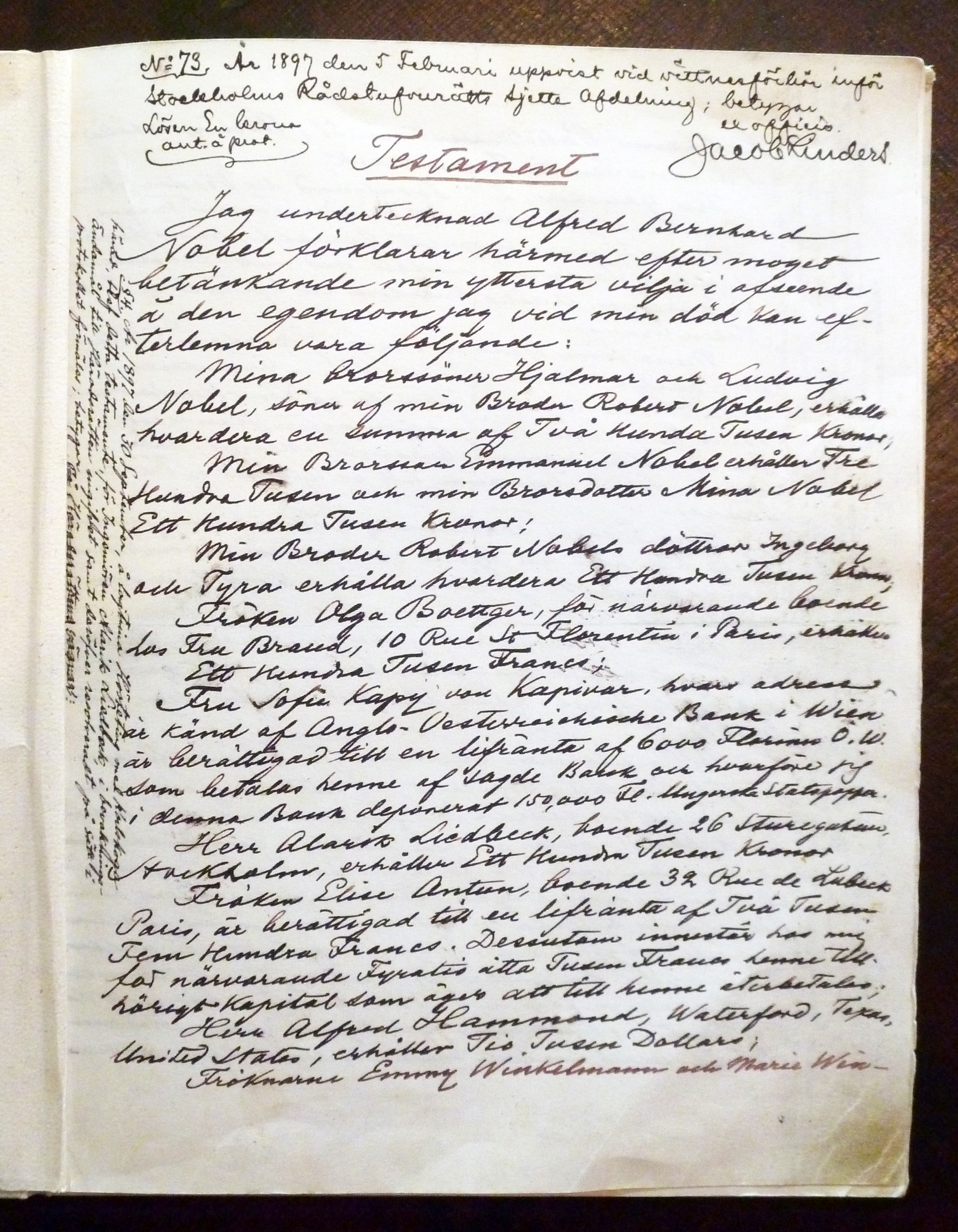
Pierwsza strona testamentu Alfreda Nobla (27 listopada 1895)

Alfred Nobel – wynalazca i przedsiębiorca (autor 355 patentów) – był człowiekiem o wszechstronnych zainteresowaniach, jednak wielki majątek zgromadził głównie dzięki studiom w zakresie inżynierii chemicznej i kontaktom z wieloma znanymi wówczas chemikami. Najbardziej znany z jego wynalazków – dynamit – przyczynił się do przełomu w górnictwie i budowie tuneli. Zgromadzony majątek postanowił przeznaczyć na wspieranie nauki i wynalazczości. Zadysponował, że fundacja, dobrze zarządzająca jego majątkiem, powinna dzielić swoje roczne zyski na pięć równych części i przeznaczać je na nagrody pieniężne, między innymi:

…jedną część osobie, która dokona najważniejszego odkrycia lub ulepszenia w chemii… (Alfred Nobel, 1895)

Podział obszaru działalności naukowców i wynalazców z czasów Alfreda Nobla szybko stracił aktualność. Na pograniczach między fizyką, chemią i medycyną powstały i rozwinęły się nowe dyscypliny naukowe: chemia fizyczna, termodynamika chemiczna, astrochemia, biochemia, medycyna molekularna, fizyka medyczna i wiele innych. Już pierwsza z nagrodzonych prac z dziedziny chemii dotyczyła zagadnień fizykochemicznych (Jacobus Henricus van 't Hoff, za odkrycie praw dynamiki chemicznej i ciśnienia osmotycznego). Z upływem lat coraz bardziej dominowały osiągnięcia dotyczące różnych aspektów „chemii życia” (biochemia, biotechnologia). Coraz częściej zdarzały się równoczesne zgłoszenia osiągnięć poszczególnych naukowców do różnych komisji (do nagrody w dziedzinie chemii, fizyki i medycyny). Lista laureatów Nagrody Nobla w dziedzinie chemii, podobnie jak analogiczne listy laureatów w innych dziedzinach, stała się zapisem ponad stuletniej historii rozwoju nowych dziedzin nauki oraz rosnącej roli badań zespołowych (współpracy naukowców reprezentujących różne dyscypliny i różne ośrodki naukowe na świecie).
W latach 1901–2024 w gronie laureatów 116 przyznanych Nagród Nobla w dziedzinie chemii znalazło się 196 osób, z których 63 otrzymały wyróżnienie indywidualne. Dwukrotnie wyróżnionymi byli: Frederick Sanger, specjalista w dziedzinie biologii molekularnej (lata 1958 i 1980) i Barry Sharpless (2001 i 2022). Średnia wieku laureatów w chwili odbierania nagrody wynosiła 61 lat (najmłodszy z laureatów: Frédéric Joliot-Curie, 35 lat; najstarszy z laureatów: John B. Goodenough, 97 lat). Nagrodę otrzymało 8 kobiet: Maria Skłodowska-Curie (1911), Irene Joliot-Curie (1935), Dorothy Crowfoot Hodgkin (1964), Ada Jonath (2009), Frances Arnold (2018), Emmanuelle Charpentier, Jennifer Doudna (2020) oraz Carolyn Bertozzi (2022).

## Lista laureatów
| Rok  | Wyróżniony               | Wyróżniony                               | Afiliacja                                                               | Uzasadnienie |
| ---- | ------------------------ | ---------------------------------------- | ----------------------------------------------------------------------- | --- |
| 1901 |                          | Jacobus Henricus van 't Hoff             | Uniwersytet Humboldtów w Berlinie                                       | za odkrycie praw dynamiki chemicznej i ciśnienia osmotycznego |
| 1902 |                          | Hermann Emil Fischer                     | Uniwersytet Humboldtów w Berlinie                                       | za syntezy związków z grupy cukrów i puryn |
| 1903 |                          | Svante August Arrhenius                  | Uniwersytet Sztokholmski                                                | za teorię dysocjacji elektrolitycznej |
| 1904 |                          | sir William Ramsay                       | University College London                                               | za odkrycie gazów szlachetnych w powietrzu oraz określenie ich miejsca w układzie okresowym pierwiastków                                                                     |
| 1905 |                          | Adolf von Baeyer                         | Uniwersytet Ludwika i Maksymiliana w Monachium                          | za badania barwników organicznych oraz związków hydroaromatycznych |
| 1906 |                          | Henri Moissan                            | Uniwersytet Paryski                                                     | za prace nad wyodrębnieniem fluoru pierwiastkowego oraz jego zaistnienie w służbie nauki dzięki piecowi elektrycznemu, który nosi jego imię                                  |
| 1907 |                          | Eduard Buchner                           | Uniwersytet Humboldtów w Berlinie                                       | za badania biochemiczne i odkrycie fermentacji zachodzącej poza żywą komórką                                                                                                 |
| 1908 |                          | Ernest Rutherford                        | Victoria University of Manchester                                       | za badania rozpadu promieniotwórczego pierwiastków i właściwości chemicznych substancji promieniotwórczych                                                                   |
| 1909 |                          | Wilhelm Ostwald                          | Uniwersytet Lipski                                                      | za pracę nad katalizą i warunkami równowagi chemicznej oraz szybkością reakcji chemicznych                                                                                   |
| 1910 |                          | Otto Wallach                             | Uniwersytet Jerzego Augusta w Getyndze                                  | za jego wkład do chemii organicznej i chemii przemysłowej przez pionierskie badania na polu związków alicyklicznych                                                          |
| 1911 |                          | Maria Skłodowska-Curie                   | Uniwersytet Paryski                                                     | za wydzielenie czystego radu i uzyskanie radu w postaci krystalicznej |
| 1912 |                          | Victor Grignard                          | Uniwersytet w Nancy                                                     | za odkrycie tzw. związku Grignarda, który okazał się wielce pomocny w rozwoju chemii organicznej                                                                             |
| 1912 |                          | Paul Sabatier                            | Uniwersytet w Tuluzie                                                   | za metodę hydrogenacji związków organicznych w obecności subtelnie rozdrobnionych metali                                                                                     |
| 1913 |                          | Alfred Werner                            | Uniwersytet Zuryski                                                     | za pracę nad wiązaniami atomów w cząsteczkach, które rzuciły nowe światło na wcześniejsze badania i otworzyły nowe pola badań naukowych, szczególnie w chemii nieorganicznej |
| 1914 |                          | Theodore William Richards                | Uniwersytet Harvarda                                                    | za dokładne określenie mas atomowych dużej liczby pierwiastków chemicznych                                                                                                   |
| 1915 |                          | Richard Martin Willstätter               | Uniwersytet Ludwika i Maksymiliana w Monachium                          | za badania barwników roślinnych, szczególnie chlorofilu |
| 1916 | nagrody nie przyznano    | nagrody nie przyznano                    | nagrody nie przyznano                                                   | nagrody nie przyznano |
| 1917 | nagrody nie przyznano    | nagrody nie przyznano                    | nagrody nie przyznano                                                   | nagrody nie przyznano |
| 1918 |                          | Fritz Haber                              | Kaiser-Wilhelm-Institut w Berlinie                                      | za syntezę amoniaku z pierwiastków składowych: azotu i wodoru |
| 1919 | nagrody nie przyznano    | nagrody nie przyznano                    | nagrody nie przyznano                                                   | nagrody nie przyznano |
| 1920 |                          | Walther Hermann Nernst                   | Uniwersytet Humboldtów w Berlinie                                       | za pracę w zakresie termochemii |
| 1921 |                          | Frederick Soddy                          | Uniwersytet Oksfordzki                                                  | za wkład do chemii związków radioaktywnych, oraz badania pochodzenia i charakteru izotopów                                                                                   |
| 1922 |                          | Francis William Aston                    | Uniwersytet w Cambridge                                                 | za odkrycie izotopów wielu pierwiastków niepromieniotwórczych |
| 1923 |                          | Fritz Pregl                              | Uniwersytet w Grazu                                                     | za opracowanie metody mikroanalizy substancji organicznych |
| 1924 | nagrody nie przyznano    | nagrody nie przyznano                    | nagrody nie przyznano                                                   | nagrody nie przyznano |
| 1925 |                          | Richard Adolf Zsigmondy                  | Uniwersytet Jerzego Augusta w Getyndze                                  | za wykazanie heterogenicznej natury roztworów koloidalnych oraz stosowane metody, które stały się podstawą współczesnej chemii koloidów                                      |
| 1926 |                          | Theodor Svedberg                         | Uniwersytet w Uppsali                                                   | za prace związane z systemami dyspersyjnymi |
| 1927 |                          | Heinrich Otto Wieland                    | Uniwersytet Ludwika i Maksymiliana w Monachium                          | za badania nad konstytucją kwasów żółciowych i podobnych substancji |
| 1928 |                          | Adolf Otto Reinhold Windaus              | Uniwersytet Jerzego Augusta w Getyndze                                  | za osiągnięcia w badaniach nad konstytucją steroli i ich związku z witaminami                                                                                                |
| 1929 |                          | Arthur Harden                            | Uniwersytet Londyński                                                   | za badania nad fermentacją cukru i enzymów fermentacyjnych |
| 1929 |                          | Hans Karl August Simon von Euler-Chelpin | Uniwersytet Sztokholmski                                                | za badania nad fermentacją cukru i enzymów fermentacyjnych |
| 1930 |                          | Hans Fischer                             | Uniwersytet Techniczny w Monachium                                      | za badania nad konstytucją hemu i chlorofilu oraz w szczególności nad syntezą hemu                                                                                           |
| 1931 |                          | Carl Bosch                               | Uniwersytet Ruprechta i Karola w Heidelbergu IG Farbenindustrie AG      | za wkład w opracowanie i rozwój chemicznych metod wysokociśnieniowych |
| 1931 | Friedrich Bergius        |                                          | Uniwersytet Ruprechta i Karola w Heidelbergu IG Farbenindustrie AG      | za wkład w opracowanie i rozwój chemicznych metod wysokociśnieniowych |
| 1932 |                          | Irving Langmuir                          | General Electric                                                        | za odkrycia i badania w dziedzinie chemii powierzchni |
| 1933 | nagrody nie przyznano    | nagrody nie przyznano                    | nagrody nie przyznano                                                   | nagrody nie przyznano |
| 1934 |                          | Harold Clayton Urey                      | Uniwersytet Columbia                                                    | za odkrycie deuteru |
| 1935 |                          | Frédéric Joliot                          | Instytut Radowy w Paryżu                                                | za syntezę nowych pierwiastków promieniotwórczych |
| 1935 | Irene Joliot-Curie       |                                          | Instytut Radowy w Paryżu                                                | za syntezę nowych pierwiastków promieniotwórczych |
| 1936 |                          | Petrus (Peter) Josephus Wilhelmus Debye  | Uniwersytet Humboldtów w Berlinie Kaiser-Wilhelm-Institut               | za wkład w poznanie struktury molekularnej dzięki badaniom nad momentem dipolowym i dyfrakcją promieniowania rentgenowskiego i elektronów w gazach                           |
| 1937 |                          | Walter Norman Haworth                    | Uniwersytet w Birmingham                                                | za badania węglowodanów i witaminy C |
| 1937 |                          | Paul Karrer                              | Uniwersytet Zuryski                                                     | za badania karotenoidów, flawin oraz witaminy A i B2 |
| 1938 |                          | Richard Kuhn                             | Uniwersytet Ruprechta i Karola w Heidelbergu Kaiser-Wilhelm-Institut    | za badania karotenoidów i witamin |
| 1939 |                          | Adolf Friedrich Johann Butenandt         | Uniwersytet Humboldtów w Berlinie Kaiser-Wilhelm-Institut               | za badania hormonów płciowych |
| 1939 |                          | Leopold Ružička                          | Politechnika Federalna w Zurychu                                        | za badania polimetylenów i wyższych terpenów |
| 1940 | nagrody nie przyznano    | nagrody nie przyznano                    | nagrody nie przyznano                                                   | nagrody nie przyznano |
| 1941 | nagrody nie przyznano    | nagrody nie przyznano                    | nagrody nie przyznano                                                   | nagrody nie przyznano |
| 1942 | nagrody nie przyznano    | nagrody nie przyznano                    | nagrody nie przyznano                                                   | nagrody nie przyznano |
| 1943 |                          | George de Hevesy                         | Uniwersytet Sztokholmski                                                | za pracę nad wykorzystaniem izotopów jako wskaźników w badaniach procesów chemicznych                                                                                        |
| 1944 |                          | Otto Hahn                                | Kaiser-Wilhelm-Institut                                                 | za odkrycie zjawiska rozszczepienia jądra atomowego |
| 1945 |                          | Artturi Ilmari Virtanen                  | Uniwersytet Helsiński                                                   | za badania i wynalazki w dziedzinie chemii rolniczej i chemii żywności, w szczególności za metodę konserwacji paszy                                                          |
| 1946 |                          | James Batcheller Sumner                  | Uniwersytet Cornella                                                    | za odkrycie, że enzymy można krystalizować |
| 1946 |                          | John Howard Northrop                     | Instytut Badań Medycznych Rockefellera                                  | za preparację enzymów i białek wirusowych w czystej postaci |
| 1946 | Wendell Meredith Stanley |                                          | Instytut Badań Medycznych Rockefellera                                  | za preparację enzymów i białek wirusowych w czystej postaci |
| 1947 |                          | sir Robert Robinson                      | Uniwersytet Oksfordzki                                                  | za badania produktów pochodzenia roślinnego o znaczeniu biologicznym, w szczególności alkaloidów                                                                             |
| 1948 |                          | Arne Wilhelm Kaurin Tiselius             | Uniwersytet w Uppsali                                                   | za badania nad metodami analitycznymi elektroforezy i adsorpcji, w szczególności za odkrycia dotyczące złożonej natury białek surowicy                                       |
| 1949 |                          | William Francis Giauque                  | Uniwersytet Kalifornijski w Berkeley                                    | za wkład w dziedzinie termodynamiki chemicznej, w szczególności dotyczący zachowania substancji w bardzo niskich temperaturach                                               |
| 1950 |                          | Otto Diels                               | Uniwersytet Chrystiana Albrechta w Kilonii                              | za odkrycie i rozwój syntezy dienowej |
| 1950 |                          | Kurt Alder                               | Uniwersytet Koloński                                                    | za odkrycie i rozwój syntezy dienowej |
| 1951 |                          | Edwin Mattison McMillan                  | Uniwersytet Kalifornijski w Berkeley                                    | za odkrycia w dziedzinie chemii transuranowców |
| 1951 | Glenn Theodore Seaborg   |                                          | Uniwersytet Kalifornijski w Berkeley                                    | za odkrycia w dziedzinie chemii transuranowców |
| 1952 |                          | Archer John Martin                       | National Institute for Medical Research                                 | za opracowanie chromatografii podziałowej |
| 1952 |                          | Richard Laurence Synge                   | Rowett Research Institute                                               | za opracowanie chromatografii podziałowej |
| 1953 |                          | Hermann Staudinger                       | Uniwersytet Albrechta i Ludwika we Fryburgu                             | za odkrycia w dziedzinie chemii supramolekularnej |
| 1954 |                          | Linus Pauling                            | Kalifornijski Instytut Techniczny                                       | za prace nad wiązaniami chemicznymi i ich zastosowanie w wyjaśnieniu budowy związków kompleksowych                                                                           |
| 1955 |                          | Vincent du Vigneaud                      | Uniwersytet Cornella                                                    | za prace nad ważnymi biochemicznie związkami siarki, w szczególności za pierwszą syntezę hormonu polipeptydowego                                                             |
| 1956 |                          | sir Cyril Norman Hinshelwood             | Uniwersytet Oksfordzki                                                  | za badania nad mechanizmem reakcji chemicznych |
| 1956 |                          | Nikołaj Siemionow                        | Akademia Nauk ZSRR                                                      | za badania nad mechanizmem reakcji chemicznych |
| 1957 |                          | Lord Alexander R. Todd                   | Uniwersytet w Cambridge                                                 | za badania nukleotydów i koenzymów nukleotydowych |
| 1958 |                          | Frederick Sanger                         | Uniwersytet w Cambridge                                                 | za badania struktury białek, w szczególności insuliny |
| 1959 |                          | Jaroslav Heyrovský                       | Czechosłowacka Akademia Naukowa                                         | za odkrycie i rozwój metod analizy polarograficznej |
| 1960 |                          | Willard Frank Libby                      | Uniwersytet Kalifornijski w Los Angeles                                 | za metodę wykorzystującą węgiel 14C do określania wieku w archeologii, geologii, geofizyce i w innych gałęziach nauki                                                        |
| 1961 |                          | Melvin Calvin                            | Uniwersytet Kalifornijski w Berkeley                                    | za badania nad asymilacją dwutlenku węgla w roślinach |
| 1962 |                          | Max Ferdinand Perutz                     | Medical Research Council                                                | za badania struktur białek globularnych |
| 1962 | John Kendrew             |                                          | Medical Research Council                                                | za badania struktur białek globularnych |
| 1963 |                          | Karl Ziegler                             | Towarzystwo Maxa Plancka                                                | za odkrycia w dziedzinie chemii i technologii polimerów wielkocząsteczkowych                                                                                                 |
| 1963 |                          | Giulio Natta                             | Politechnika Mediolańska                                                | za odkrycia w dziedzinie chemii i technologii polimerów wielkocząsteczkowych                                                                                                 |
| 1964 |                          | Dorothy Crowfoot Hodgkin                 | Uniwersytet Oksfordzki                                                  | za ustalenie technikami rentgenowskimi struktury ważnych substancji biochemicznych                                                                                           |
| 1965 |                          | Robert Burns Woodward                    | Uniwersytet Harvarda                                                    | za wybitne osiągnięcia w dziedzinie syntezy organicznej |
| 1966 |                          | Robert S. Mulliken                       | Uniwersytet Chicagowski                                                 | za fundamentalną pracę dotyczącą wiązań chemicznych i struktury elektronowej cząsteczek metodą orbitali molekularnych                                                        |
| 1967 |                          | Manfred Eigen                            | Towarzystwo Maxa Plancka                                                | za badania nad bardzo szybkimi reakcjami chemicznymi wywołanymi zaburzeniem równowagi za pomocą bardzo krótkich impulsów energii                                             |
| 1967 |                          | Ronald George Wreyford Norrish           | Instytut Chemii Fizycznej w Cambridge                                   | za badania nad bardzo szybkimi reakcjami chemicznymi wywołanymi zaburzeniem równowagi za pomocą bardzo krótkich impulsów energii                                             |
| 1967 |                          | George Porter                            | Royal Institution of Great Britain                                      | za badania nad bardzo szybkimi reakcjami chemicznymi wywołanymi zaburzeniem równowagi za pomocą bardzo krótkich impulsów energii                                             |
| 1968 |                          | Lars Onsager                             | Uniwersytet Yale                                                        | za odkrycie relacji wzajemności noszącej jego imię, fundamentalnej dla termodynamiki procesów nieodwracalnych                                                                |
| 1969 |                          | Derek H. R. Barton                       | Imperial College London                                                 | za wkład w rozwój koncepcji konformacji i jej wykorzystanie w chemii |
| 1969 |                          | Odd Hassel                               | Uniwersytet w Oslo                                                      | za wkład w rozwój koncepcji konformacji i jej wykorzystanie w chemii |
| 1970 |                          | Luis Federico Leloir                     | Instytut Badań Biochemicznych w Buenos Aires                            | za odkrycie nukleotydów cukrowych i ich roli w biosyntezie węglowodanów |
| 1971 |                          | Gerhard Herzberg                         | National Research Council of Canada                                     | za wkład w poznanie struktury elektronowej i geometrii molekularnej, zwłaszcza wolnych rodników                                                                              |
| 1972 |                          | Christian B. Anfinsen                    | National Institutes of Health                                           | za pracę nad rybonukleazą, zwłaszcza dotyczącą związku między sekwencją aminokwasów a aktywną biologicznie konformacją                                                       |
| 1972 |                          | Stanford Moore                           | Uniwersytet Rockefellera                                                | za wkład w zrozumienie związku między strukturą chemiczną a aktywnością katalityczną centrum aktywnego cząsteczki rybonukleazy                                               |
| 1972 | William H. Stein         |                                          | Uniwersytet Rockefellera                                                | za wkład w zrozumienie związku między strukturą chemiczną a aktywnością katalityczną centrum aktywnego cząsteczki rybonukleazy                                               |
| 1973 |                          | Ernst Otto Fischer                       | Uniwersytet Techniczny w Monachium                                      | za wykonywane niezależnie pionierskie prace w zakresie badań związków metaloorganicznych, tzw. związków sandwiczowych                                                        |
| 1973 |                          | Geoffrey Wilkinson                       | Imperial College London                                                 | za wykonywane niezależnie pionierskie prace w zakresie badań związków metaloorganicznych, tzw. związków sandwiczowych                                                        |
| 1974 |                          | Paul J. Flory                            | Uniwersytet Stanforda                                                   | za osiągnięcia, zarówno teoretyczne, jak i eksperymentalne, w dziedzinie chemii fizycznej makromolekuł                                                                       |
| 1975 |                          | John Cornforth                           | Uniwersytet Sussex                                                      | za prace dotyczące stereochemii reakcji katalizy enzymatycznej |
| 1975 |                          | Vladimir Prelog                          | Politechnika Federalna w Zurychu                                        | za badania dotyczące stereochemii związków organicznych i reakcji organicznych                                                                                               |
| 1976 |                          | William N. Lipscomb                      | Uniwersytet Harvarda                                                    | za badania nad strukturą boranów wyjaśniające problemy z wiązaniami chemicznymi                                                                                              |
| 1977 |                          | Ilia Prigogine                           | Wolny Uniwersytet w Brukseli Uniwersytet Teksański w Austin             | za wkład do termodynamiki nierównowagowej, w szczególności za teorię struktur dyssypatywnych                                                                                 |
| 1978 |                          | Peter D. Mitchell                        | Glynn Research Laboratories                                             | za wkład dla zrozumienia biologicznego transferu energii dzięki sformułowaniu modelu chemiosmotycznego                                                                       |
| 1979 |                          | Herbert C. Brown                         | Uniwersytet Purdue                                                      | za rozwój zastosowania związków boru i fosforu w ważnych reagentach w syntezie organicznej                                                                                   |
| 1979 |                          | Georg Wittig                             | Uniwersytet w Heidelbergu                                               | za rozwój zastosowania związków boru i fosforu w ważnych reagentach w syntezie organicznej                                                                                   |
| 1980 |                          | Paul Berg                                | Uniwersytet Stanforda                                                   | za podstawowe badania biochemii kwasów nukleinowych ze szczególnym uwzględnieniem rekombinacji DNA                                                                           |
| 1980 |                          | Walter Gilbert                           | Uniwersytet Harvarda                                                    | za wkład związany z określeniem sekwencji zasad w kwasach nukleinowych |
| 1980 |                          | Frederick Sanger                         | Medical Research Council                                                | za wkład związany z określeniem sekwencji zasad w kwasach nukleinowych |
| 1981 |                          | Ken’ichi Fukui                           | Uniwersytet Kiotyjski                                                   | za teorie, rozwijane niezależnie od siebie, związane z przebiegiem reakcji chemicznych                                                                                       |
| 1981 |                          | Roald Hoffmann                           | Uniwersytet Cornella                                                    | za teorie, rozwijane niezależnie od siebie, związane z przebiegiem reakcji chemicznych                                                                                       |
| 1982 |                          | Aaron Klug                               | Medical Research Council                                                | za rozwinięcie krystalograficznej mikroskopii elektronowej oraz za określenie struktury biologicznie ważnych kompleksów białek z kwasami nukleinowymi                        |
| 1983 |                          | Henry Taube                              | Uniwersytet Stanforda                                                   | za prace nad mechanizmem reakcji związanych z przeniesieniem elektronu, szczególnie w kompleksach metali                                                                     |
| 1984 |                          | Robert Bruce Merrifield                  | Uniwersytet Rockefellera                                                | za rozwinięcie metodologii związanej z syntezą chemiczną na podłożu stałym                                                                                                   |
| 1985 |                          | Herbert A. Hauptman                      | Medical Foundation of Buffalo                                           | za niezwykłe osiągnięcia w rozwoju bezpośrednich metod określania struktury krystalicznej                                                                                    |
| 1985 |                          | Jerome Karle                             | United States Naval Research Laboratory                                 | za niezwykłe osiągnięcia w rozwoju bezpośrednich metod określania struktury krystalicznej                                                                                    |
| 1986 |                          | Dudley R. Herschbach                     | Uniwersytet Harvarda                                                    | za pionierską pracę w zastosowaniu chemiluminescencji podczerwonej do badań dynamiki reakcji chemicznych za wkład związany z dynamiką elementarnych procesów chemicznych     |
| 1986 |                          | Yuan T. Lee                              | Uniwersytet Kalifornijski w Berkeley                                    | za pionierską pracę w zastosowaniu chemiluminescencji podczerwonej do badań dynamiki reakcji chemicznych za wkład związany z dynamiką elementarnych procesów chemicznych     |
| 1986 |                          | John C. Polanyi                          | Uniwersytet w Toronto                                                   | za pionierską pracę w zastosowaniu chemiluminescencji podczerwonej do badań dynamiki reakcji chemicznych za wkład związany z dynamiką elementarnych procesów chemicznych     |
| 1987 |                          | Donald J. Cram                           | Uniwersytet Kalifornijski w Los Angeles                                 | za rozwinięcie i zastosowanie cząsteczek o szczególnie selektywnych oddziaływaniach zależnych od struktury                                                                   |
| 1987 |                          | Jean-Marie Lehn                          | Uniwersytet Louis Pasteura                                              | za rozwinięcie i zastosowanie cząsteczek o szczególnie selektywnych oddziaływaniach zależnych od struktury                                                                   |
| 1987 |                          | Charles J. Pedersen                      | DuPont                                                                  | za rozwinięcie i zastosowanie cząsteczek o szczególnie selektywnych oddziaływaniach zależnych od struktury                                                                   |
| 1988 |                          | Johann Deisenhofer                       | University of Texas Southwestern Medical Center                         | za określenie struktury centrum reakcji fotosyntetycznej bakterii |
| 1988 |                          | Robert Huber                             | Towarzystwo Maxa Plancka                                                | za określenie struktury centrum reakcji fotosyntetycznej bakterii |
| 1988 | Hartmut Michel           |                                          | Towarzystwo Maxa Plancka                                                | za określenie struktury centrum reakcji fotosyntetycznej bakterii |
| 1989 |                          | Sidney Altman                            | Uniwersytet Yale                                                        | za odkrycie katalitycznych właściwości RNA |
| 1989 |                          | Thomas R. Cech                           | Uniwersytet Kolorado w Boulder                                          | za odkrycie katalitycznych właściwości RNA |
| 1990 |                          | Elias James Corey                        | Uniwersytet Harvarda                                                    | za rozwinięcie teorii metodologii syntezy organicznej |
| 1991 |                          | Richard Ernst                            | Politechnika Federalna w Zurychu                                        | za wkład w rozwój metodologii wysokorozdzielczej spektroskopii magnetycznego rezonansu jądrowego                                                                             |
| 1992 |                          | Rudolph Marcus                           | Kalifornijski Instytut Techniczny                                       | za wkład do teorii reakcji przeniesienia elektronu w układach chemicznych |
| 1993 |                          | Kary Mullis                              |                                                                         | za metody ukierunkowanej mutagenezy i reakcji łańcuchowej polimerazy (PCR)                                                                                                   |
| 1993 |                          | Michael Smith                            | Uniwersytet Kolumbii Brytyjskiej                                        | za metody ukierunkowanej mutagenezy i reakcji łańcuchowej polimerazy (PCR)                                                                                                   |
| 1994 |                          | George Olah                              | Uniwersytet Południowej Kalifornii                                      | za pionierskie badania karbokationów oraz ich roli w reakcjach chemicznych węglowodorów                                                                                      |
| 1995 |                          | Paul Crutzen                             | Towarzystwo Maxa Plancka                                                | za badania reakcji zachodzących w atmosferze (m.in. procesy destrukcji warstwy ozonowej)                                                                                     |
| 1995 |                          | Mario Molina                             | Instytut Techniczny Massachusetts                                       | za badania reakcji zachodzących w atmosferze (m.in. procesy destrukcji warstwy ozonowej)                                                                                     |
| 1995 |                          | F. Sherwood Rowland                      | Uniwersytet Kalifornijski w Irvine                                      | za badania reakcji zachodzących w atmosferze (m.in. procesy destrukcji warstwy ozonowej)                                                                                     |
| 1996 |                          | Robert Curl                              | Uniwersytet Rice’a                                                      | za odkrycie fulerenów nowej odmiany węgla (obok grafitu i diamentu) w 1985                                                                                                   |
| 1996 |                          | sir Harold Kroto                         | Uniwersytet Sussex                                                      | za odkrycie fulerenów nowej odmiany węgla (obok grafitu i diamentu) w 1985                                                                                                   |
| 1996 |                          | Richard Smalley                          | Uniwersytet Rice’a                                                      | za odkrycie fulerenów nowej odmiany węgla (obok grafitu i diamentu) w 1985                                                                                                   |
| 1997 |                          | Paul Boyer                               | Uniwersytet Kalifornijski w Los Angeles                                 | za wyjaśnienie mechanizmu enzymatycznego syntezy kwasu adenozynotrifosforowego (ATP)                                                                                         |
| 1997 |                          | John Walker                              | Medical Research Council                                                | za wyjaśnienie mechanizmu enzymatycznego syntezy kwasu adenozynotrifosforowego (ATP)                                                                                         |
| 1997 |                          | Jens Skou                                | Uniwersytet Aarhus                                                      | za odkrycie pierwszego enzymu przenoszącego jony |
| 1998 |                          | Walter Kohn                              | Uniwersytet Kalifornijski w Santa Barbara                               | za rozwój teorii funkcjonału gęstości (Walter Kohn) i metod obliczeniowych w chemii kwantowej (John Pople)                                                                   |
| 1998 |                          | John Pople                               | Uniwersytet Northwestern                                                | za rozwój teorii funkcjonału gęstości (Walter Kohn) i metod obliczeniowych w chemii kwantowej (John Pople)                                                                   |
| 1999 |                          | Ahmed Zewail                             | Kalifornijski Instytut Techniczny                                       | za badania nad przejściowymi stanami reakcji chemicznych przy użyciu spektroskopii femtosekundowej                                                                           |
| 2000 |                          | Alan Heeger                              | Uniwersytet Kalifornijski w Santa Barbara                               | za odkrycie i badania nad polimerami przewodzącymi prąd elektryczny |
| 2000 |                          | Alan MacDiarmid                          | Uniwersytet Pensylwanii                                                 | za odkrycie i badania nad polimerami przewodzącymi prąd elektryczny |
| 2000 |                          | Hideki Shirakawa                         | Uniwersytet w Tsukubie                                                  | za odkrycie i badania nad polimerami przewodzącymi prąd elektryczny |
| 2001 |                          | William Knowles                          |                                                                         | za prace nad chiralnie katalizowanymi reakcjami utleniania |
| 2001 |                          | Ryōji Noyori                             | Uniwersytet w Nagoi                                                     | za prace nad chiralnie katalizowanymi reakcjami utleniania |
| 2001 |                          | Barry Sharpless                          | The Scripps Research Institute                                          | za prace nad chiralnie katalizowanymi reakcjami utleniania |
| 2002 |                          | Kurt Wüthrich                            |                                                                         | za badania białek |
| 2002 |                          | John Fenn                                | Virginia Commonwealth University                                        | za badania białek |
| 2002 |                          | Kōichi Tanaka                            | Shimadzu Corp.                                                          | za badania białek |
| 2003 |                          | Peter Agre                               | Uniwersytet Johnsa Hopkinsa                                             | za badania kanałów w błonach komórkowych |
| 2003 |                          | Roderick MacKinnon                       | Uniwersytet Rockefellera                                                | za badania kanałów w błonach komórkowych |
| 2004 |                          | Aaron Ciechanower                        | Technion                                                                | za odkrycie roli ubikwityn w degradacji białek w organizmie |
| 2004 | Awram Herszko            |                                          | Technion                                                                | za odkrycie roli ubikwityn w degradacji białek w organizmie |
| 2004 |                          | Irwin Rose                               | Uniwersytet Kalifornijski w Irvine                                      | za odkrycie roli ubikwityn w degradacji białek w organizmie |
| 2005 |                          | Yves Chauvin                             | Institut Français du Pétrole                                            | za badania mechanizmu reakcji metatezy olefin |
| 2005 |                          | Robert Grubbs                            | Kalifornijski Instytut Techniczny                                       | za badania mechanizmu reakcji metatezy olefin |
| 2005 |                          | Richard Schrock                          | Instytut Techniczny Massachusetts                                       | za badania mechanizmu reakcji metatezy olefin |
| 2006 |                          | Roger Kornberg                           | Uniwersytet Stanforda                                                   | za badania molekularnego mechanizmu transkrypcji w komórkach eukariotycznych                                                                                                 |
| 2007 |                          | Gerhard Ertl                             | Towarzystwo Maxa Plancka                                                | za badania procesów chemicznych zachodzących na powierzchni ciał stałych |
| 2008 |                          | Osamu Shimomura                          | Marine Biological Laboratory, Boston University School of Medicine      | za odkrycie i rozwój białek zielonej fluorescencji |
| 2008 |                          | Martin Chalfie                           | Uniwersytet Columbia                                                    | za odkrycie i rozwój białek zielonej fluorescencji |
| 2008 |                          | Roger Y. Tsien                           | Uniwersytet Kalifornijski w San Diego Instytut Medyczny Howarda Hughesa | za odkrycie i rozwój białek zielonej fluorescencji |
| 2009 |                          | Venkatraman Ramakrishnan                 | Medical Research Council                                                | za badania nad strukturą i funkcją rybosomu |
| 2009 |                          | Thomas Steitz                            | Uniwersytet Yale Instytut Medyczny Howarda Hughesa                      | za badania nad strukturą i funkcją rybosomu |
| 2009 |                          | Ada Jonath                               | Instytut Naukowy Weizmana                                               | za badania nad strukturą i funkcją rybosomu |
| 2010 |                          | Richard Heck                             | Uniwersytet Delaware                                                    | za katalizowane palladem reakcje sprzęgania krzyżowego w syntezie organicznej                                                                                                |
| 2010 |                          | Ei’ichi Negishi                          | Uniwersytet Purdue                                                      | za katalizowane palladem reakcje sprzęgania krzyżowego w syntezie organicznej                                                                                                |
| 2010 |                          | Akira Suzuki                             | Uniwersytet Hokkaido                                                    | za katalizowane palladem reakcje sprzęgania krzyżowego w syntezie organicznej                                                                                                |
| 2011 |                          | Dan Szechtman                            | Technion                                                                | za odkrycie kwazikryształów |
| 2012 |                          | Robert Lefkowitz                         | Instytut Medyczny Howarda Hughesa Duke University                       | za badania nad receptorami sprzężonymi z białkami G |
| 2012 |                          | Brian Kobilka                            | Uniwersytet Stanforda                                                   | za badania nad receptorami sprzężonymi z białkami G |
| 2013 |                          | Martin Karplus                           | Uniwersytet Strasburski Uniwersytet Harvarda                            | za rozwój wieloskalowych modeli dla złożonych układów chemicznych |
| 2013 |                          | Michael Levitt                           | Uniwersytet Stanforda                                                   | za rozwój wieloskalowych modeli dla złożonych układów chemicznych |
| 2013 |                          | Arieh Warshel                            | Uniwersytet Południowej Kalifornii                                      | za rozwój wieloskalowych modeli dla złożonych układów chemicznych |
| 2014 |                          | Eric Betzig                              | Janelia Research Campus Instytut Medyczny Howarda Hughesa               | za wkład w rozwój mikroskopii fluorescencyjnej wysokiej rozdzielczości |
| 2014 |                          | Stefan Hell                              | Towarzystwo Maxa Plancka Deutsches Krebsforschungszentrum               | za wkład w rozwój mikroskopii fluorescencyjnej wysokiej rozdzielczości |
| 2014 |                          | William Moerner                          | Uniwersytet Stanforda                                                   | za wkład w rozwój mikroskopii fluorescencyjnej wysokiej rozdzielczości |
| 2015 |                          | Tomas Lindahl                            | Francis Crick Institute Clare Hall Laboratory                           | za badania mechanistyczne nad naprawą DNA |
| 2015 |                          | Paul Modrich                             | Instytut Medyczny Howarda Hughesa Duke University                       | za badania mechanistyczne nad naprawą DNA |
| 2015 |                          | Aziz Sancar                              | Uniwersytet Karoliny Północnej                                          | za badania mechanistyczne nad naprawą DNA |
| 2016 |                          | Ben Feringa                              | Uniwersytet w Groningen                                                 | za zaprojektowanie i syntezę maszyn molekularnych |
| 2016 |                          | Jean-Pierre Sauvage                      | Université de Strasbourg I                                              | za zaprojektowanie i syntezę maszyn molekularnych |
| 2016 |                          | Fraser Stoddart                          | Uniwersytet Północno-Zachodni                                           | za zaprojektowanie i syntezę maszyn molekularnych |
| 2017 |                          | Jacques Dubochet                         | Uniwersytet w Lozannie                                                  | za opracowanie kriomikroskopii elektronowej wysokiej rozdzielczości do ustalania struktury biocząsteczek w roztworze                                                         |
| 2017 |                          | Joachim Frank                            | Uniwersytet Columbia                                                    | za opracowanie kriomikroskopii elektronowej wysokiej rozdzielczości do ustalania struktury biocząsteczek w roztworze                                                         |
| 2017 |                          | Richard Henderson                        | Uniwersytet w Cambridge                                                 | za opracowanie kriomikroskopii elektronowej wysokiej rozdzielczości do ustalania struktury biocząsteczek w roztworze                                                         |
| 2018 |                          | Frances Arnold                           | Kalifornijski Instytut Techniczny                                       | za sterowaną ewolucję enzymów |
| 2018 |                          | George P. Smith                          | University of Missouri                                                  | za zastosowanie metody prezentacji fagowej do peptydów i przeciwciał |
| 2018 |                          | Gregory P. Winter                        | MRC Laboratory of Molecular Biology                                     | za zastosowanie metody prezentacji fagowej do peptydów i przeciwciał |
| 2019 |                          | John B. Goodenough                       | Uniwersytet Teksański w Austin                                          | za rozwój akumulatorów litowo-jonowych |
| 2019 |                          | M. Stanley Whittingham                   | University of Missouri                                                  | za rozwój akumulatorów litowo-jonowych |
| 2019 |                          | Akira Yoshino                            | Asahi Kasei, Meijo University                                           | za rozwój akumulatorów litowo-jonowych |
| 2020 |                          | Emmanuelle Charpentier                   | Max-Planck-Institut für Infektionsbiologie                              | za rozwój metody edycji genomu |
| 2020 |                          | Jennifer Doudna                          | Uniwersytet Kalifornijski w Berkeley                                    | za rozwój metody edycji genomu |
| 2021 |                          | Benjamin List                            | Max-Planck-Institut für Kohlenforschung                                 | za rozwój asymetrycznej organokatalizy |
| 2021 |                          | David MacMillan                          | Uniwersytet Princeton                                                   | za rozwój asymetrycznej organokatalizy |
| 2022 |                          | Carolyn Bertozzi                         | Uniwersytet Stanforda                                                   | za rozwój chemii „click” i chemii bioortogonalnej |
| 2022 |                          | Morten Meldal                            | Uniwersytet Kopenhaski                                                  | za rozwój chemii „click” i chemii bioortogonalnej |
| 2022 |                          | Barry Sharpless                          | Scripps Research                                                        | za rozwój chemii „click” i chemii bioortogonalnej |
| 2023 |                          | Moungi Bawendi                           | Massachusetts Institute of Technology                                   | za odkrycie i syntezę kropek kwantowych |
| 2023 |                          | Louis Brus                               | Uniwersytet Columbia                                                    | za odkrycie i syntezę kropek kwantowych |
| 2023 |                          | Aleksiej Jekimow                         | Nanocrystals Technology Inc.                                            | za odkrycie i syntezę kropek kwantowych |
| 2024 |                          | David Baker                              | University of Washington                                                | za obliczeniowe projektowanie białek |
| 2024 |                          | Demis Hassabis                           | Google DeepMind                                                         | za przewidywanie struktury białek |
| 2024 | John Jumper              |                                          | Google DeepMind                                                         | za przewidywanie struktury białek |